# Katholiek Verbond van België
Het Katholiek Verbond van België (Frans: Union Catholique Belge), in de volksmond beter bekend als het Katholieke Verbond of de Katholieke Unie was een Belgische katholieke politieke partij. Ze was de opvolger van de Katholieke Partij.

## Geschiedenis
De partij werd op 29 augustus 1921 opgericht als opvolger van de Federatie van Katholieke Kringen en Conservatieve Verenigingen (Katholieke Partij). De voortrekker hierin was het Algemeen Christelijk Werkersverbond (ACW), dat vanaf de invoering van het Algemeen enkelvoudig stemrecht in 1919 aandrong op een grondige hervorming van de katholieke partij. Daarnaast waren ook de (aanvankelijk tegenstribbelende) Federatie der Kringen, de Christelijke Landsbond van de Belgische Middenstand (CLBM), de Boerenbond en de Waalse landbouwverbonden deelnemend initiatiefnemer. Ook de in de marge opererende Katholieke Vlaamsche Landsbond (KVL) van Frans Van Cauwelaert trad toe, deze drukkingsgroep was in 1919 - na de invoering van het Algemeen enkelvoudig Stemrecht - opgericht als overkoepeling van de arrondissementele katholieke Vlaamse kiezersbonden.
Het bestuur werd gevormd door een hoofdraad met zes afgevaardigden van elk van de stichtende groeperingen, waarbij de voorzitter beurtelings afkomstig was uit elk van deze organisaties. De behoudsgezinde Franssprekende burgerij, verenigd in de Federatie der Kringen bleef veelal de politieke vertegenwoordiging monopoliseren, vooral daar waar de middenstands-, boeren-, en arbeidersorganisaties minder sterk waren uitgebouwd. Op advies van Charles Woeste handelden hun vertegenwoordigers (onder anderen Paul Segers) vanuit de stelling dat de Federatie de gehele katholieke partij vertegenwoordigde. Hierdoor bleef het Katholiek Verbond in wezen eerder een confessionele formatie met smalle basis, waarbij de geleidelijke emancipatie van arbeiders en boeren leidde tot een verdere toename van politieke geschillen en tegenstellingen. Dit uitte zich onder meer in gescheiden kieslijsten, het groeiende aantal kiezers voor de Vlaams-nationalistische en rexistische bewegingen en het pleidooi in enerzijds conservatieve middens voor een samengaan met de liberalen in een ordepartij en anderzijds het pleidooi bij de arbeidersbeweging voor de oprichting van een christelijke arbeiderspartij. Een belangrijke rol in het bijeenhouden van de partij in deze periode speelde het Katholieke kerkinstituut, hoewel ook hier de spanning groeide tussen leken enerzijds en clerici anderzijds
Bij de parlementsverkiezingen van 24 mei 1936 leed de Katholieke Unie een zware nederlaag, vooral ten voordele van de fascistische partij Rex van Léon Degrelle en het Vlaamsch Nationaal Verbond (VNV), en moest ze haar positie van grootste partij afstaan aan de socialistische Belgische Werkliedenpartij. Ter gelegenheid hiervan werd beslist om de Katholieke Unie te reorganiseren. Deze opdracht werd toegewezen aan een comité onder leiding van voorzitter Hubert Pierlot, dat een plan uitwerkte dat op de algemene vergadering van de Katholieke Unie op 11 oktober dat jaar werd goedgekeurd. De Katholieke Unie werd ontbonden en omgevormd tot het Blok der Katholieken van België / Bloc Catholique Belge, die een federalistische structuur kreeg. Die was er gekomen door de versterkte invloed van de federalistische Vlaamsgezinde vleugel van de partij, die niet onbewogen bleef tegenover de ideeën van het Vlaams-nationalisme en van mening was dat het minimumprogramma zoals Frans Van Cauwelaert dat eens voorstond voorbijgestreefd was. In Vlaanderen ontstond de Katholieke Vlaamse Volkspartij (KVV), waarvan Alfons Verbist de voorzitter werd, en in Franstalige België de Parti catholique social (PCS), die werd voorgezeten door Giovanni Hoyois. Het Katholiek Blok werd hiervan het overkoepelend orgaan, dat voorgezeten werd door Verbist en Hoyois.
Binnen die KVV groeide de groep die toenadering zocht tot het nationalistische Vlaams Nationaal Verbond (VNV) om tot een bundeling van alle Vlaamse en katholieke krachten te komen. Dat stuitte op tegenstand van Frans Van Cauwelaert, het ACW, de Boerenbond en tevens van VNV-voorganger Staf de Clercq. Uiteindelijk gaven de bisschoppen de genadeslag aan het plan van de KVV, wat echter niet uitsloot dat er nog samenwerkingen tussen de rechts-katholieke en Vlaams-nationalistische groeperingen voortleefden op lokale niveau.

## Politieke mandaten

### Voorzitters
| Naam                         | Periode                               | Opmerkingen               |
| ---------------------------- | ------------------------------------- | ------------------------- |
| Joris Helleputte             | 14 september 1921 - 28 september 1922 |                           |
| Charles Gillès de Pelichy    | 28 september 1922 - 20 december 1923  |                           |
| Hendrik Heyman               | 20 december 1923 - 17 februari 1925   |                           |
| Paul Segers                  | 17 februari 1925 - 12 januari 1926    |                           |
| Emile van Dievoet            | 12 januari 1926 - 8 maart 1927        |                           |
| Aloys Van de Vyvere          | 8 maart 1927 - 26 juni 1928           |                           |
| Edmond Rubbens               | 26 juni 1928 - 22 oktober 1929        |                           |
| Jules Poncelet               | 22 oktober 1929 - 24 maart 1931       |                           |
| Robert de Kerchove d'Exaerde | 24 maart 1931 - 24 mei 1933           |                           |
| Jules Renkin                 | 24 mei 1933 - 27 juni 1934            | Verkozen op 24 mei 1933.  |
| Prosper Poullet              | 27 juni 1934 - 8 mei 1935             | Verkozen op 27 juni 1934. |
| Hubert Pierlot               | 8 mei 1935 - 14 juli 1936             | Verkozen op 8 mei 1935.   |
| Robert de Kerchove d'Exaerde | 14 juli 1936 - 11 oktober 1936        | Waarnemend voorzitter.    |

### Gewezen ministers
De ministers van de Katholieke Unie in de periode 1921-1936 waren:
- Henri Baels
- Paul Berryer
- Albert Carnoy
- Henri Carton de Tournai
- Henri Carton de Wiart
- Paul Charles
- Paul Crokaert
- Charles de Broqueville
- Pierre de Liedekerke de Pailhe
- August De Schryver
- Charles du Bus de Warnaffe

- Hendrik Heyman
- Maurice Houtart
- Albert-Edouard Janssen
- Henri Jaspar
- Romain Moyersoen
- Hubert Pierlot
- Prosper Poullet
- Jules Renkin
- Edmond Rubbens
- Albéric Ruzette

- Gustaaf Sap
- Léon Théodor
- Georges Theunis
- Paul Tschoffen
- Jules Van Caenegem
- Frans Van Cauwelaert
- Aloys Van de Vyvere
- Emile van Dievoet
- Philip Van Isacker
- Paul van Zeeland